# Diego Agurto
Diego Agurto Vilela (13 novembre 1927 – 1er juillet 2002) était un joueur et entraîneur péruvien de football.

## Biographie

### Carrière de joueur
Arrivé au Sport Boys en 1950 recommandé par son frère Armando Agurto, joueur du club, Diego Agurto y fait ses débuts à 23 ans en défense centrale, position qu'il garderait jusqu'à la fin de sa carrière. Il remporte le championnat du Pérou avec le Sport Boys à deux reprises en 1951 et 1958 et joue 125 matchs au sein du club  Rosado où il met fin à sa carrière. 
International péruvien, Agurto dispute deux matchs face au Panama (victoire 7-1) et l'Uruguay (défaite 2-5), dans le cadre du championnat panaméricain de 1952 à Santiago au Chili.

### Carrière d'entraîneur
Devenu entraîneur, Diego Agurto dirige le Sport Boys en 1968, puis une deuxième fois six ans plus tard. En 1974, à la tête de l'Unión Huaral, il devient vice-champion du Pérou et participe à la Copa Libertadores 1975. L'année suivante, il prend les rênes du Sporting Cristal.
Avec l'Atlético Torino - club de sa ville natale - qu'il dirige à plusieurs reprises, il est une deuxième fois vice-champion du Pérou en 1980, mais devra attendre 1994 pour remporter son premier titre, la Copa Perú. Il s'octroie une deuxième Copa Perú avec un autre club de Talara, l'IMI Talara, en 1998. Ce sera sa dernière expérience comme entraîneur avant son décès, survenu le 1er juillet 2002.

## Palmarès

### Palmarès de joueur
Sport Boys
- Championnat du Pérou (2) :
  - Champion : 1951 et 1958.

### Palmarès d'entraîneur
| Unión Huaral - Championnat du Pérou : - Vice-champion : 1974. |  | Atlético Torino - Championnat du Pérou : - Vice-champion : 1980. - Copa Perú (1) : - Vainqueur : 1994. |  | IMI Talara - Copa Perú (1) : - Vainqueur : 1998. |